# 琳达·古斯塔夫松
琳达·古斯塔夫松（瑞典語：Linda Gustafsson，1974年2月20日—），瑞典女子冰球运动员，场上位置是后卫。她曾代表瑞典国家队参加1998年冬季奥林匹克运动会冰球比赛，获得第5名。